# Emblyna evicta
Emblyna evicta är en spindelart som först beskrevs av Willis J. Gertsch och Stanley B. Mulaik 1940.  Emblyna evicta ingår i släktet Emblyna och familjen kardarspindlar. Inga underarter finns listade i Catalogue of Life.